# Estació de Mataró Centre
L'estació de Mataró Centre és un projecte d'estació de rodalies de Catalunya de la futura R9, la Línia Orbital Ferroviària. Actualment està en estudi, i estarà equipada amb ascensors i escales mecàniques.
La línia orbital també és coneguda com a quart cinturó ferroviari i connectarà Vilanova i la Geltrú amb Mataró mitjançant una paràbola de 119 quilòmetres que passarà per Granollers, Sabadell, Terrassa, Martorell i Vilafranca del Penedès. En alguns trams aprofitarà vies ja existents, que en l'actualitat opera la companyia Renfe i s'hauran de construir 68 km de vies, dels quals 46 km seran en túnel, i 25 noves estacions, dins de la qual s'inclou la de Mataró Centre.